# چشمک بزنید، چشمک بزنید، ستاره‌های شانس
چشمک بزنید، چشمک بزنید، ستاره‌های شانس (به چینی: 夏日福星) یک فیلم سینمایی اکشن و کمدی هنگ گنگی محصول سال ۱۹۸۵ به کارگردان سامو هونگ و نویسندگی بری وانگ می‌باشد. این فیلم بعد از برندگان و گناهکاران (۱۹۸۳) و ستاره‌های شانس من (۱۹۸۴) سومین قسمت در این مجموعه محسوب می‌شود.

## اکران فیلم
این فیلم در ۱۵ اوت ۱۹۸۵ در هنگ کنگ اکران شد و همچنین در فیلیپین به عنوان ماموریت اژدها در ۶ مه ۱۹۸۷ منتشر شد.

## بازیگران
- سامو هونگ[۵]
- جکی چان[۵]
- یون بیو[۵]
- اریک تسانگ[۵]
- ریچارد نگار[۵]
- استنلی فونگ[۵]
- مایکل مایو[۵]
- روزاموند کوآن[۵]
- سیبل هو[۵]
- جان شوم[۵]
- جیمز تین[۵]
- آنتونی چان
- کارا هوی[۵][۵][۵]
- ریچارد نورتون[۵]
- یاسوکی کوراتا[۵]
- چارلی چین[۵]
- میشل یئو[۵]
- وو ما[۵]
- دیک وی[۵]
- فیلیپ کو[۵]
- لائو کار-وینگ[۵]
- هویی سانگ لی[۵][۵]
- پیتر یانگ